# Charlière

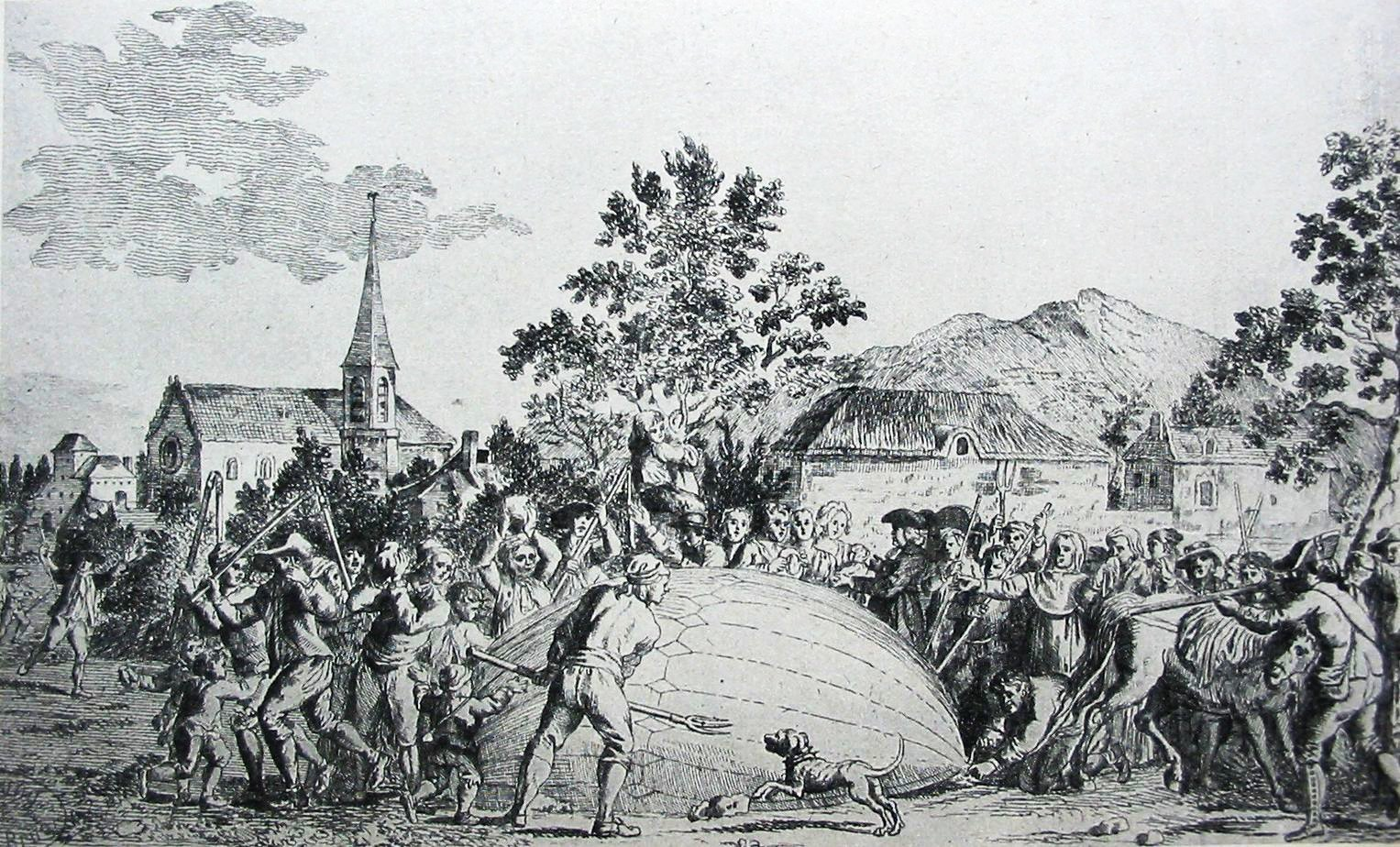
Der bei Gonesse geplatzt niedergehende Versuchsballon Globe erregt unter den Einwohnern einen Aufstand

Charlière ist eine Bezeichnung für bemannte Gasballone, benannt nach Jacques Alexandre César Charles.

## Geschichte
Die Akademie der Wissenschaft hatte Jacques Alexandre César Charles im Sommer 1783 mit dem Bau von Ballonen beauftragt, weil der Hofstaat König Ludwigs XVI. nicht so lange warten wollte, bis die Gebrüder Montgolfier mit ihrer in Bau befindlichen und Montgolfière genannten Erfindung endlich aus Annonay kamen. Aus den Informationen, die aus dem Umfeld der Brüder Montgolfier kamen, war für Charles nicht ersichtlich, dass es sich beim in Annonay verwendeten Traggas um Heißluft handelte. Charles vermutete hingegen irrtümlich, dass die Montgolfiers die von Henry Cavendish 1766 entdeckte „brennbare Luft“ nutzen würden. So kam es, dass er mit Hilfe der Brüder Anne-Jean und Marie-Noël Robert aus Goldschlägerhaut mit Wasserstoffgas befüllte Gasballone entwickelte. Der erste öffentliche Gasballonstart erfolgte vom Marsfeld in Paris am 27. August 1783. Dieser von Charles konstruierte Versuchsballon wurde Globe genannt, hatte einen Durchmesser von rund vier Metern und konnte bis zu neun Kilogramm tragen.
Er trieb in etwa 45 Minuten bis in die Nähe des Dorfs Gonesse unweit des heutigen Flughafens Charles de Gaulle. Dort gingen die Bauern mit Mistgabeln und Spaten auf das Ungetüm los, das da vom Himmel kam.
Zuschauer beim Start war der damalige amerikanische Botschafter in Frankreich, Benjamin Franklin. Als ihn jemand fragte, was diese neue Erfindung für einen Zweck habe, antwortete er mit der Gegenfrage: „Welchen Zweck hat ein neugeborenes Kind?“

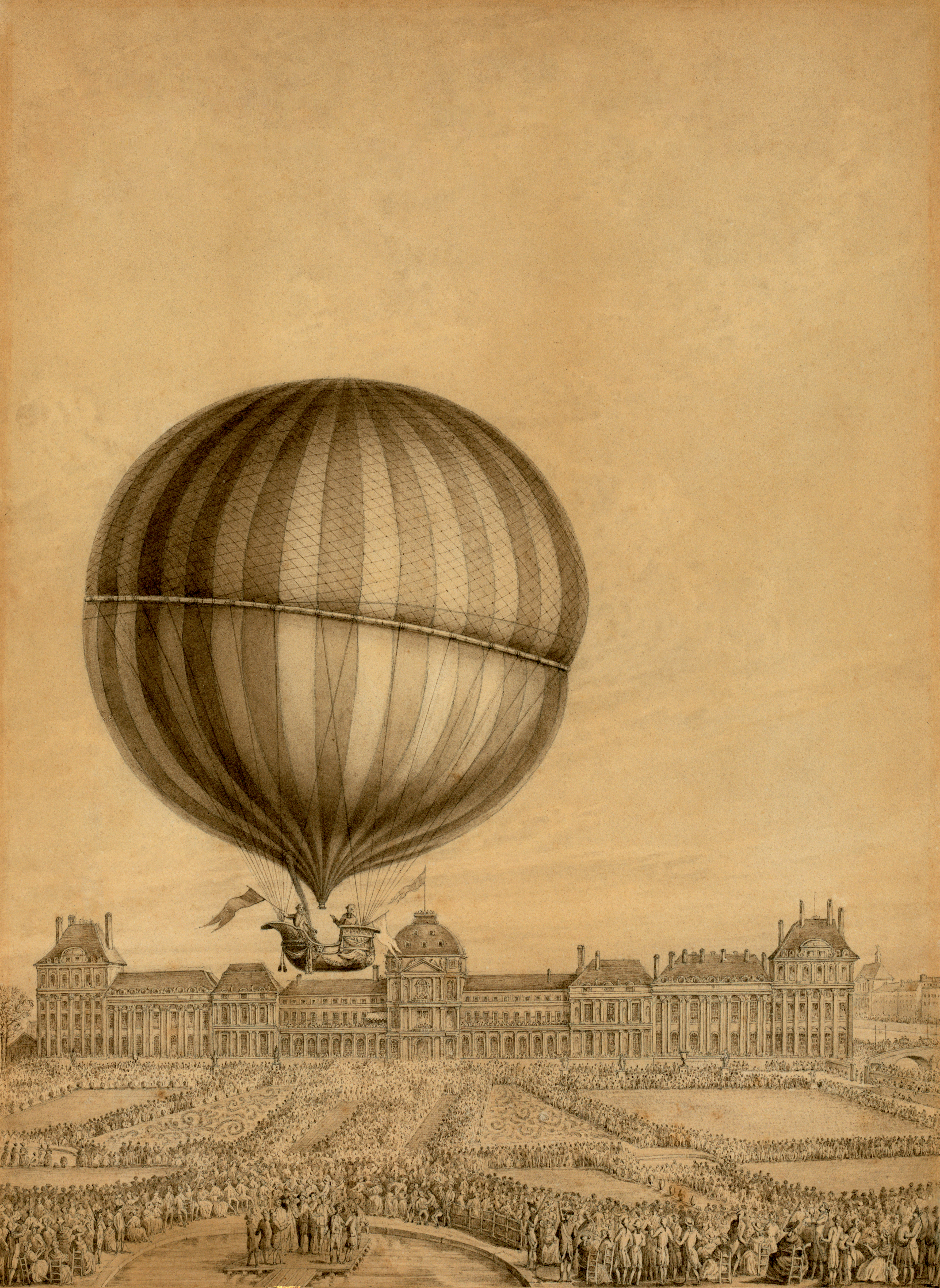
Die Charlière startet in den Tuileries von Paris am 1. Dezember 1783
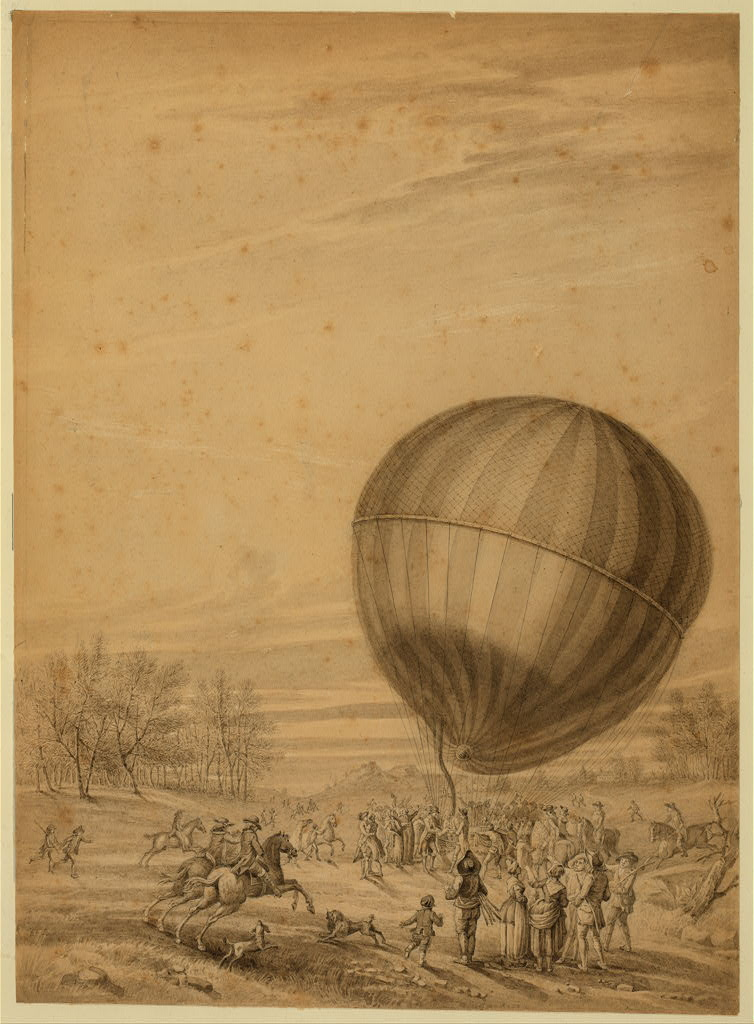
Die Charlière nach der Landung
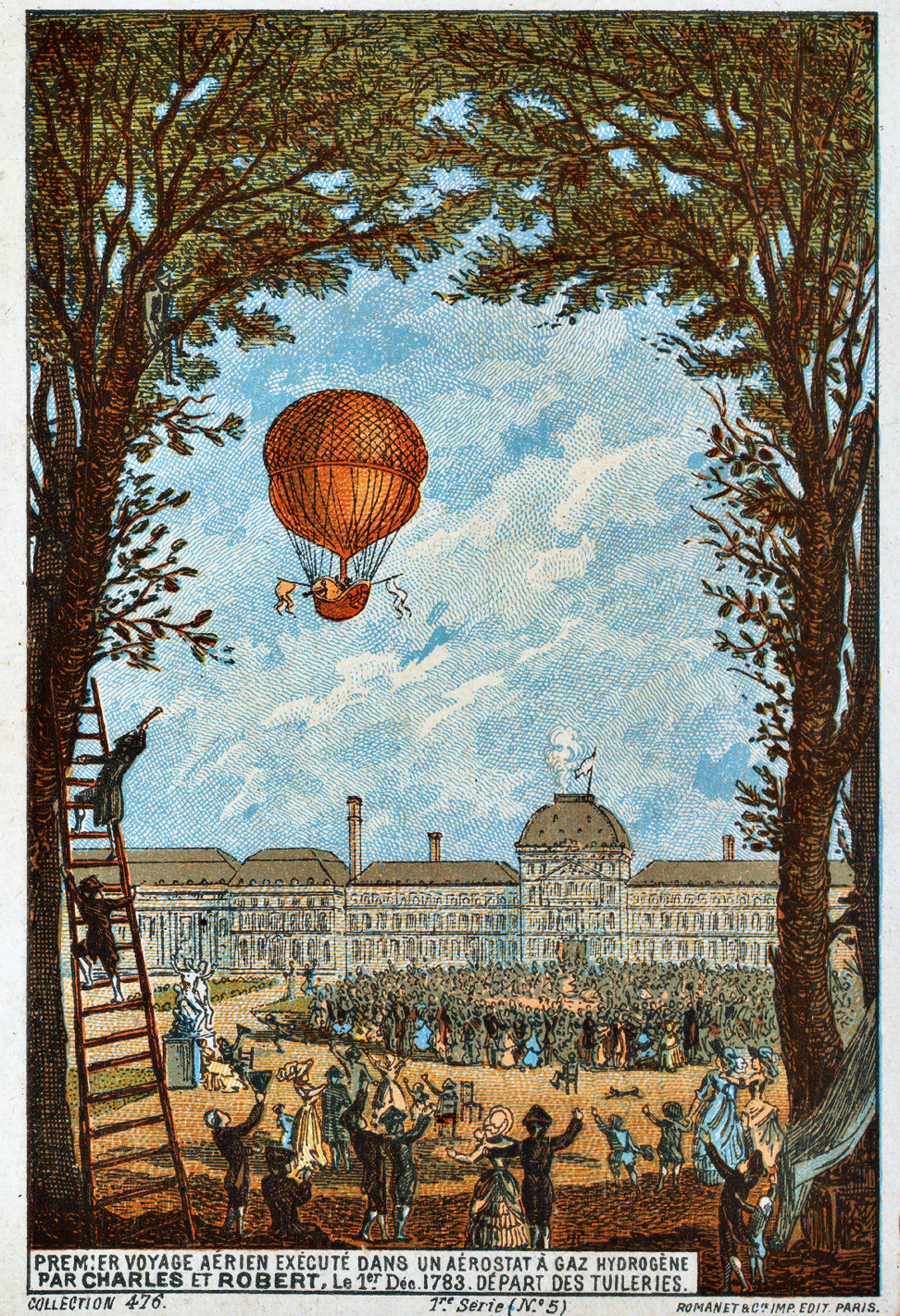
Die erste Fahrt der Charlière darstellende Sammelkarte

Die erste bemannte Gasballonfahrt mit einer Charlière erfolgte dann am 1. Dezember 1783 – nur zehn Tage nach der ersten bemannten Heißluftballonfahrt der Réveillon genannten Montgolfière. Die Produktion des nötigen Wasserstoffgases aus Eisenspänen und Schwefelsäure dauerte fast drei Tage.
César Charles erreichte, zusammen mit Marie-Noël, dem jüngeren der beiden Brüder Robert, bei Paris eine Höhe von ungefähr 450 Metern. Sie blieben für zwei Stunden in der Luft und machten eine Zwischenlandung im 36 Kilometer entfernten Dorf Nesles-la-Vallée. Danach stieg Charles noch einmal selbst alleine auf. So erfolgte mit einer Charlière die erste Alleinfahrt mit einem Ballon.

## Rezeption
Bei der Eröffnungsfeier der XXXIII. Olympischen Sommerspielen 2024 von Paris wurde das olympische Feuer in den Jardin des Tuileries in dem Ballonkorb eines Fesselballons entzündet und erhob sich dann mit dem Gasballon in den Pariser Nachthimmel, so dass es über der Stadt leuchtete. Der Gasballon wurde in den Medien jedoch als Montgolfière bezeichnet, die jedoch ein Heißluftballon war. Das olympische Feuer enthielt keine offene Flamme, sondern eine Ringkonstruktion mit einem Durchmesser von 7 Metern, in die Wasserdampf, der aus 200 Düsen kontinuierlich einströmte, von 40 starken LED-Scheinwerfern angestrahlt wurde. In einer Stunde verdampften daraus etwa drei Kubikmeter Wasser. Der Ballon war 30 Meter hoch und wurde vom Boden aus kontinuierlich mit Wasser und Strom versorgt. Beides lieferte der staatliche Elektrizitätskonzern EDF als Sponsor der Spiele.